# Sakya Trizin
 (novembre 2022).
Si vous disposez d'ouvrages ou d'articles de référence ou si vous connaissez des sites web de qualité traitant du thème abordé ici, merci de compléter l'article en donnant les références utiles à sa vérifiabilité et en les liant à la section « Notes et références ».
Le Sakya Trizin, « Détenteur du Trône des Sakya », est le patriarche de la lignée des Sakyapa du bouddhisme tibétain. 

## La dynastie
À l’exception du deuxième, tous les Sakya Trizin appartiennent à la famille Khön dont l’un des membres, Khön Könchog Gyalpo, instaura la lignée et fonda son premier monastère en 1073. 
Tishri Kunga Lodrö Gyaltsen ou Sangpo Pal (XIIIe siècle - XIVe siècle), petit-neveu de Sakya Pandita, établit les quatre maisons (podrang) Zhithog, Rinchen Gang, Lhakhang et Ducho qui fournirent chacune des Sakya Trizin. Les trois premières avaient disparu au début du XVIe siècle. À la fin du XVIIIe siècle, le 33e Sakya Trizin Pema Dudul Wangchuk fonda la maison Drolma ; son cadet Tashi Rinchen, 35e Trizin, fonda Phunstok. La position alterne depuis entre ces deux branches. L’actuel 42e Sakya Trizin, Ngawang Kunga Theckchen Rinpoché, appartient à la maison Drolma.
L’héritier de la maison Phunstok est Jigdral Dagchen Gongma Rinpoche, basé à Seattle[réf. nécessaire].

## Les Khön et les débuts de Sakya
Le clan Khön a des origines très anciennes. Son histoire est relatée dans le Sakya Punrab Chenmo. Le premier ancêtre, Ciring, serait descendu du domaine Rupadhatu (domaine de la Claire Lumière) ou Abhasvara, royaume des Prabhashvara-Deva, l’un des 17 royaumes de la forme. Il donna naissance à la lignée divine des Lharig : Ciring →Yuse→Yuring→Masang Cije→Togsa Pawo Tag→Tagpo Ochen→Yapang Kye.
Yapang Kye aurait subjugué le démon raksha Kya Ring et épousé sa femme, Yadrung Silima, gagnant ainsi pour son clan le nom de khön gyi dung, « clan des conquérants » ou « clan de la lutte », abrégé en Khön. Il aurait eu avec son épouse raksha Khön Bar Gyé, dont le fils Khön Jekundag (Khön Pawo Che) fut ministre du roi Trisong Detsen. Le clan se rallia au bouddhisme. Khön Jekundag eut deux fils dont Khön Lui Wangpo Soung (Nagendra Rakshita), qui fut l'un des sept premiers moines tibétains ordonnés par Shantarakshita venu d'Inde en 750 sur l'invitation du roi Trisong Detsen pour introduire le bouddhisme au Tibet. Les Khön furent les vice-rois de la province de Tsang.
Première lignée Khön : Khön Bar Kye→Khön Jekundag→Khön Lu'i Wangpo Srungwa→Khön Dorje Rinchen→Khön Sherab Yontan→Khön Yontan Jungne→ Khön Tsugtor Sherab→Khön Gekyab→Khön Getong→Khön Balpo→Khön Shakya Lodro→Sherab Tsultrim
En 1073, Khön Könchog Gyalpo, ayant reçu de nombreux enseignements sarma, établit le monastère de Sakya, lieu-dit pour la couleur claire de sa terre. Il devint le premier Sakya Trizin.
La réputation de Sakya Pandita, grand érudit, lui valut d’être invité en 1244 par le prince mongol Köden. Kubilai Khan invita à son tour en 1253 Drogön Chögyal Phagpa à sa cour et lui demanda d’inventer une écriture (Écriture Phagspa) pour remplacer les caractères chinois. Il l'investit en 1264 de la suprématie administrative sur les trois provinces du Tibet, en faisant le premier chef religieux à détenir le poste de vice-roi de l’ensemble du pays. Les lamas sakya conservèrent cette position jusqu’au milieu du XIVe siècle, malgré des révoltes des Kagyupas Drikung culminant avec l'incendie du monastère de Drikung vers 1290.

## Liste des Sakya Trizin
|     | Nom                                | Dates de vie | Dates de fonction   | Translittération Wylie                                      |
| --- | ---------------------------------- | ------------ | ------------------- | ----------------------------------------------------------- |
| 1.  | Khön Könchog Gyalpo                | 1034–1102    | 1073–1102           | 'khon dkon mchog rgyal po                                   |
| 2.  | Bari Lotsawa Rinchen Drag          | 1040–1111    | 1103–1110           | ba ri lo tsa ba rin chen grags                              |
| 3.  | Sachen Kunga Nyingpo               | 1092–1158    | 1111–1158           | sa chen kun dga’ snying po                                  |
| 4.  | Sonam Tsemo                        | 1142–1182    | 1159–1171           | bsod nams rtse mo                                           |
| 5.  | Drakpa Gyaltsen                    | 1147–1216    | 1172–1215           | grags pa rgyal mtshan                                       |
| 6.  | Sakya Pandita Kunga Gyaltsen       | 1182–1251    | 1216–1243           | sa skya pandi ta kun dga’ rgyal mtshan                      |
| 7.  | Chögyal Phagspa Lodrö Gyaltsen     | 1235–1280    | 1265–1266 1276–1280 | chos rgyal 'phags pa blo gros rgyal mtshan                  |
| 8.  | Rinchen Gyaltsen                   | 1238–1279    | 1267–1275           | rin chen rgyal mtshan                                       |
| 9.  | Dharmapala Rakshita                | 1268–1287    | 1281–1287           |                                                             |
| 10. | Sharpa Jamyang Rinchen Gyaltsen    | 1258–1306    | 1288–1297           | shar pa 'jam dbyangs rin chen rgyal mtshan                  |
| 11. | Sangpo Pal                         | 1262–1324    | 1298–1324           | bzang po dpal                                               |
| 12. | Namkha Legpa Gyaltsen              | 1305–1343    | ca. 1324–1342       | nam mkha' legs pa'i rgyal mtshan                            |
| 13. | Jamyang Donyö Gyaltsen             | 1310-1344    | ca. 1342-1344       | 'jam dbyangs don yod rgyal mtshan                           |
| 14. | Lama Dampa Sönam Gyaltsen          | 1312–1375    | 1344–1347           | bla ma dam pa bsod nams rgyal mtshan                        |
| 15. | Tawen Lodrö Gyaltsen               | 1332–1364    | 1347–1364           | ta dben blo gros rgyal mtshan                               |
| 16. | Tawen Kunga Rinchen                | 1339–1399    | ca. 1364-1399       | ta dben kun dga' rin chen                                   |
| 17. | Lopön Chenpo Gushri Lodrö Gyaltsen | 1366–1420    | 1399–1420           | slob dpon chen po gu shri blo gros rgyal mtshan             |
| 18. | Jamyang Namkha Gyaltsen            | 1398–1472    | 1421–1441           | 'jam dbyangs nam mkha' rgyal mtshan                         |
| 19. | Kunga Wangchuk                     | 1418–1462    | 1442–1462           | kun dga' dbang phyug                                        |
| 20. | Gyagar Sherab Gyaltsen             | 1436–1494    | 1463–1472           | rgya gar ba shes rab rgyal mtshan                           |
| 21. | Dagchen Lodrö Gyaltsen             | 1444–1495    | 1473–1495           | bdag chen blo gros rgyal mtshan                             |
| 22. | Sakya Lotsawa Kunga Sönam          | 1485–1533    | 1496–1533           | sa skya lo tsa ba kun dga' bsod nams                        |
| 23. | Ngagchang Kunga Rinchen            | 1517–1584    | 1534–1584           | sngags 'chang kun 'dga rin chen                             |
| 24. | Jamyang Sönam Sangpo               | 1519–1621    | 1584–1589           | 'jam dbyangs bsod nams bzang po                             |
| 25. | Dragpa Lodrö                       | 1563–1617    | 1589–1617           | grags pa blo gros                                           |
| 26. | Ngawang Kunga Wangyal              | 1592–1620    | 1618–1620           | ngag dbang kun dga' dbang rgyal                             |
| 27. | Ngawang Kunga Sönam                | 1597–1659    | 1620–1659           | ngag dbang kun dga' bsod nams                               |
| 28. | Ngawang Sönam Wangchuk             | 1638–1685    | 1659–1685           | ngag dbang bsod nams dbang phyug                            |
| 29. | Ngawang Kunga Tashi                | 1656–1711    | 1685–1711           | ngag dbang kun dga' bkra shis                               |
| 30. | Sönam Rinchen                      | 1705–1741    | 1711–1741           | bsod nams rin chen                                          |
| 31. | Kunga Lodrö                        | 1729–1783    | 1741–1783           | kun dga' blo gros                                           |
| 32. | Wangdu Nyingpo                     | 1763–1809    | 1783–1806           | dbang sdud snying po                                        |
| 33. | Pema Dudul Wangchuk                | 1792–1853    | 1806–1843           | pad ma bdud 'dul dbang phyug                                |
| 34. | Dorje Rinchen                      | 1819–1867    | 1843–1845           | rdo rje rin chen                                            |
| 35. | Tashi Rinchen                      | 1824–1865    | 1846–1865           | bkra shis rin chen                                          |
| 36. | Kunga Sönam                        | 1842–1882    | 1866–1882           | kun dga' bsod nams                                          |
| 37. | Kunga Nyingpo                      | 1850–1899    | 1883–1899           | kun dga' snying po                                          |
| 38. | Dzamling Chegu Wangdu              | 1855–1919    | 1901–1915           | 'dzam gling che rgu dbang 'dud                              |
| 39. | Dragshul Trinle Rinchen            | 1871–1936    | 1915–1936           | drag shul 'phrin las rin chen                               |
| 40. | Ngawang Thutob Wangdrag            | 1900–1950    | 1937–1950           | ngag dbang mthu stobs dbang drag                            |
| 41. | Ngawang Kunga Tegchen Palbar       | * 1945       | 1951– 2017          | ngag dbang kun dga' theg chen dpal 'bar                     |
| 42. | Ratna Vajra Rinpoché               | * 1974       | 2017–2022           | nNgag dBang Kun dGa' Blo Gros Rin Chen 'Jigs Med 'Phrin Las |
| 43. | Khondung Gyana Vajra Rinpoche      | * 1979       | 2022–               |                                                             |